# Muscaphis musci
Muscaphis musci är en insektsart. Muscaphis musci ingår i släktet Muscaphis och familjen långrörsbladlöss. Inga underarter finns listade i Catalogue of Life.